# Łukasz Cieślewicz
Łukasz Cieślewicz (* 15. November 1987 in Gniezno) ist ein polnischer ehemaliger Fußballspieler.

## Fußball

### Karriere
Cieślewicz spielte in seiner Jugend bei VB Vágur auf den Färöern und gewann mit dessen Jugendmannschaft 2002 die nationale Meisterschaft. Als 16-Jähriger ging er in die Jugend von Brøndby IF. Dies war auch ab der Saison 2006/07 seine erste Station als Profi, allerdings kam er dort nicht für die erste Mannschaft zum Einsatz. Daraufhin wechselte er in der Spielzeit 2007/08 zum dänischen Zweitligisten Hvidovre IF. Dort absolvierte er 70 Ligaspiele in drei Saisons. Noch vor dem feststehenden Abstieg von Hvidovre in die dritte Liga wechselte Cieślewicz zurück auf die Färöer und spielt dort für B36 Tórshavn in der ersten Liga. 2011 gewann er gemeinsam mit Jákup á Borg, Atli Danielsen und Súni Olsen die Meisterschaft und wurde zum Spieler des Jahres gewählt. Das Spiel um den Supercup wurde im darauffolgenden Jahr allerdings mit 1:2 gegen EB/Streymur verloren. 2014 und 2015 konnte erneut die Meisterschaft gefeiert werden, im Supercup verlor er mit B36 gegen Pokalsieger Víkingur Gøta im Elfmeterschießen. 2015 konnte der Meistertitel verteidigt werden, zudem wurde Cieślewicz das zweite Mal zum Spieler des Jahres gewählt. Das Spiel um den Supercup wurde 2016 erneut mit 0:1 gegen Víkingur Gøta verloren. Mit B36 stand er im selben Jahr im Pokalfinale und unterlag dort mit 0:1 gegen NSÍ Runavík. 2020 verließ er den Verein und spielte noch je eine Saison für Gøta und Toftir.
Mit 74 Toren war Cieślewicz im Jahr 2019 hinter Clayton Nascimento und Adeshina Lawal der drittbeste ausländische Torschütze der ersten färöischen Liga.

#### Europapokal
Seine ersten beiden von insgesamt 18 Spielen im Europapokal absolvierte Cieślewicz in der Saison 2012/13 in der ersten Qualifikationsrunde zur Champions League. Sowohl das Hin- als auch das Rückspiel gegen Linfield FC endeten torlos, so dass das Elfmeterschießen entscheiden musste. Cieślewicz verschoss hierbei den entscheidenden Elfmeter. Sein erstes von insgesamt vier Toren gelang ihm mit dem Treffer zum Endstand bei der 1-4-Rückspielniederlage in der Champions-League-Qualifikation 2015/16 gegen The New Saints FC, nachdem das Hinspiel bereits mit 1:2 verloren wurde. In den beiden Duellen gegen St Joseph’s FC in der Vorqualifikation zur UEFA Europa League, die jeweils 1:1 endeten, erzielte Cieślewicz den Führungstreffer. Das Elfmeterschießen konnte B36 für sich entscheiden. In der 1. Qualifikationsrunde wurde OFK Titograd mit 0:0 und 2:1 besiegt, in der 2. Qualifikationsrunde unterlag B36 Tórshavn mit 0:2 und 0:6 gegen Beşiktaş Istanbul.

### Erfolge
- 3× Färöischer Meister: 2011, 2014, 2015
- 1× Färöischer Pokalfinalist: 2017
- 2× Spieler des Jahres: 2011[3], 2015[4]

## Persönliches
Łukasz’ Vater Robert spielte ebenfalls für VB Vágur und gewann 2000 die färöische Meisterschaft. Sein unter anderem aus dem Nachwuchs von Manchester City stammender polnisch-färöischer Bruder Adrian Cieślewicz ist ebenfalls als Fußballspieler aktiv und spielte 2014 kurzzeitig für B36 Tórshavn.